# North Platte (rivière)
Pour les articles homonymes, voir North Platte (homonymie) et Platte.
La rivière North Platte est un affluent de la Platte River dans le Colorado et donc un sous-affluent du Mississippi par le Missouri.

## Géographie
Sa longueur est de 1 152 km. Elle traverse le Colorado, le Nebraska et le Wyoming.
La ville de North Platte dans le Nebraska se trouve à sa confluence avec le South Platte pour former le Platte.

## Affluents
- North Platte River
  - Encampment River
  - Medicine Bow River
  - Sweetwater River
  - Laramie River

## Histoire
Ceran de Hault de Lassus de Saint Vrain (1802–1870) fut trappeur sur le cours de la North Platte River, domaine des indiens Dohäsan.